# Jānis Jansons (cestista)
Jānis Jansons (1916) è stato un cestista lettone.

## Carriera
Con la Lettonia ha disputato i Campionati europei del 1937.